# Cross media
Cross media er et begreb, der dækker over kommunikationsformer og fortællinger, som udfolder sig i et samspil på tværs af flere medieplatforme - herunder web, video, film, tv, radio og spil. Cross media opfordrer ofte til en stor grad af brugerinvolvering, da modtageren typisk selv skal være opsøgende for at få alle grene af kommunikationen eller fortællingen med. Cross media kan dække over en egentlig narrativ fortælling, som er spredt over flere forskellige platforme, men kan også bruges som kommunikationsform (cross media-kommunikation).
Cross media og transmedia ligger tæt op ad hinanden, da de begge refererer til relaterede og integrerede medieoplevelser, der finder sted på flere forskellige platforme. I et transmedia- koncept er indholdet på de forskellige platforme direkte afhængigt af hinanden (for fx at følge en seriel historiefortælling skal man følge historien fra medie til medie), mens cross media-koncepter kræver en højere grad af proaktivitet fra brugerne til at søge indholdet på de forskellige platforme. Se mere om cross media på blog for undervisningsforløb i cross media. 

## Platforme
Cross media kan i princippet strække sig over enhver medieplatform. Der ingen grænser for, hvilke platforme og hvor mange, der kan tages i brug, men de mest sædvanlige er:
- Film benyttes ofte som hovedplatform / tentpole for transmedia storytelling.
- TV og Tv-serier
- Spil kan være både på mobil, spillekonsoller og web
- Smartphone og Apps
- Websites
- Sociale medier eksempelvis Facebook, Twitter, Instagram
- Radio / podcast

## Historie
Nogle af de første eksempler på brugen af cross media i tv er børneprogrammet Winky Dink and You, som blev sendt fra 1953-57 på CBS. Bill Gates har kaldt det for verdens første interaktive tv-program. Man købte et stykke vinylplastik, som børnene kunne klistre på tv-skærmen og tegne på det. På den måde interagerede børnene direkte med værten og tv-programmet. Et dansk eksempel er forbrugerprogrammet ‘Rene Ord For Pengene’, som blev sendt på DR1 fra 1994-2004. Programmet var live, og hvis man som seer var så heldig at få udtrukket sit endetal, kunne man quizze med hjemme fra stuerne og i slutningen af programmet være så heldig at vinde 25.000 kr. I dagens TV er det ligeledes nærmest en selvfølge, at ethvert tv-program skal have en tilknyttet Facebook, Twitter eller Instagramkonto. Her kan man som bruger diskutere, kommentere eller følge med i programmets indhold og eventuelle deltagere. Fx har realityprogrammet ‘Paradise Hotel 2014’ allerede (i skrivende stund) 13.788 likes, selvom programmet først bliver sendt næste år. På hjemmesiden Moments of Innovation kan man se eksempler på forskellige Cross Media koncepter gennem tiden. 

## Cross media i dag
Begreber og trends indenfor cross media i dag: 

### Mobile First
Med “mobile first” menes, at mobiltelefonen er primærplatform for en moderne brugerinvolvering. I en cross media strategi er mobilen den platform, der tages i brug først, før man tilgår andre medier. I dag er der langt flere, der bruger mobilen til shopping og til at tilgå sociale netværk direkte fra mobilen, hvilket gør, at webdesignere skal skabe brugeroplevelsen anderledes. 

### Second Screen
Second screen (“den anden skærm”) refererer til brugen af fx mobiltelefoner eller tablets som redskab til at berige seeroplevelsen til et “first-screen” produkt (primært opfattet som lineært flow-TV). Via second screen enheder kan brugeren interagere med det indhold, de ser eller forbruger - som fx TV-programmer, spil, film eller musik. I mange tilfælde er der tale om, at enhederne agerer medium for specifikt designede applikationer, der bruges i direkte forbindelse med fx en live sportstransmission. Statistik fortæller, at danskerne bruger apps og internet på deres mobil 56% af tiden i deres sofa - mobiltelefonen er en vigtig second screen enhed under tv-kigning. Eksempler: LikeTV, Boxee, TruTV, Twitter, Facebook. 

### Social TV
De deportaliserede medier spiller i dag en stor rolle, når TV-seere samles om et program eller en film. Binge viewing har gjort seertal mere upræcise, da man ikke kan forvente af modtagerne, at de samles om skærmen på et bestemt tidspunkt for at se en udsendelse. En ny måde at monitorere seertal på er derfor at indsamle aktiviteter fra de deportaliserede medier. Nielsen lancerede i 2013 ‘Twitter TV Ratings Arkiveret 4. november 2013 hos  Wayback Machine’, hvor man kan følge et tv-shows popularitet i forhold til hvor mange tweets der er skabt om programmet. 

### OTT - ”over-the-top”
OTT refererer til overførslen af video og lyd over internettet, leveret direkte til forbrugeren udenom indholdsdistributører eller andre typer af udbydere (eksempelvis YouSee eller andre kabeltv-udbydere). OTT bryder med den vante medie-værdikæde, hvor tv-indhold skulle gå gennem broadcasteren (fx TV2), og så en distributør (fx YouSee) for til sidst at blive leveret hos brugeren/seeren. OTT sender indholdet direkte fra rettighedsejeren til kunden gennem skyen. Eksempler: Netflix, HBO Go, YouBio, DR NU, TV2 Play etc. 

## Cross media og TV
Inden for tv ses mange eksempler på cross media både i Danmark og resten af verden. Herunder er en række eksempler. Man kan inddele eksemplerne i tre kategorier af TV: 

### Fiktion/drama
- Broen
- Borgen
- Forbrydelsen
- Sjit happens
- Pendlerkids

### Fakta/dokumentar
Fakta- og dokumentargenren har indtil nu ikke benyttet sig synderligt meget af cross media. Dog findes der enkelte eksempler: - 
- Gaza Sderot
- Catfish Arkiveret 6. november 2013 hos  Wayback Machine
- 18 dage i Egypten Arkiveret 11. november 2013 hos  Wayback Machine

### Tv-underholdning
Inden for tv-underholdning er der mange forskellige eksempler på brugen af cross media. Den mest hyppige og brugte er SMS-afstemningen, som man kender den fra Boogie, X Factor og diverse velgørenhedsshows. Tidligere eksempler på brug af cross media i underholdnings-tv findes i Labyrint med Kim Schumacher, Eleva2ren med Oswald- og Hugo-spillet. Her var det fastnettelefonen, der blev benyttet, og seerne havde mulighed for at ringe ind og interagere ved hjælp af den. Nyere eksempler på TV formater der arbejder med cross media er der fx fra TV2: "VOICE", "Natholdet" og "Pengene på bordet".